# قرن بیستم (فیلم)
توئنتی‌اث سنچری (انگلیسی: Twentieth Century) یک فیلم کمدی اسکروبال به کارگردانی هاوارد هاکس است که در سال ۱۹۳۴ منتشر شد. از بازیگران آن می‌توان به جان باریمور، کارول لمبارد، والتر کانلی، و ادگار کندی اشاره کرد.
در دسامبر ۲۰۱۱ میلادی، کتابخانه کنگره این فیلم را «به لحاظ فرهنگی، تاریخی و زیبایی‌شناختی پُراهمیت» قلمداد کرده و آن را جهت حفظ و نگهداری در فهرست ملی ثبت فیلم قرار داد.
توئنتی‌اث سنچری نام یک قطار سریع‌السیر مسافری است که طیِ سال‌های ۱۹۰۲ تا ۱۹۶۷ میلادی بین ترمینال گراند سنترال نیویورک و «ایستگاه مسافربری لاسال استریت» در شیکاگو در حرکت بود و گاهی از آن به‌عنوانِ «معروف‌ترین قطار جهان» یاد می‌شد. در بیشتر کتاب‌ها و فرهنگ‌های سینمایی در ایران، این عنوان را به قرن بیستم ترجمه کرده‌اند که صحیح نیست؛ چرا که عنوان این فیلم در واقع یک نام خاص است و نباید ترجمه شود.

## بازیگران
جان باریمور و کارول لمبارد بازیگران اصلی این فیلم هستند. کارول لمبارد در سال ۱۹۴۲ در سن ۳۳ سالگی بر اثر سانحه هوایی می‌میرد. او در زمان مرگ همسر کلارک گیبل بوده‌است. مرگ او باعث افسردگی کلارک گیبل می‌شود. مرگ ناگهانی کارول لمبارد کمر گیبل را شکست. به گفته یکی از دوستانش، کلارک هیچ‌گاه پس از مرگ کارول لمبارد احساس خوشبختی نکرد و در واقع شعله قلبش برای همیشه خاموش شد. جسد سلطان هالیوود به وصیت وی در کنار لومبارد دفن شد.